# Polignot
Polignot (grec antic: Πολύγνωτος, llatí: Polygnotus) fou un dels més importats i famosos pintors grecs.
Provenia d'una família d'artistes de Tasos, illa en la qual també va néixer. Va rebre la ciutadania atenesa i va anar a Atenes per practicar el seu art, probablement emmarcat en l'escola jònica, que li va ensenyar el seu pare Aglaòfon el Vell; el seu germà Aristòfon també era pintor, així com el seu fill Aglaòfon el Jove, que fou contemporani d'Alcibíades. Va florir abans de l'olimpíada 90 (420 aC) i hauria arribat a Atenes vers el 463 aC, ja amb certa reputació.
Fins vers el 449 aC, va decorar edificis públics com el temple de Teseu, l'Abacèon i la Stoà Poikile. Després, es creu que va deixar Atenes, on va retornar a entorn del 435 aC, quan va fer la decoració dels Propileus. També va treballar a Platea i Tèspies.
Les seves obres, qualificades d'estatuesques, eren un model de pintura proper a la perfecció, d'imatges idealitzades, dibuixos acurats i un color millorat, tot i utilitzar-hi, com es feia en l'època, molt pocs colors. Entre les seves millors, n'hi ha boques que ensenyen les dents, dones pintades amb vestits transparents i amb diferents pentinats, i ulls de color marró. Els seus vestits eren gràcils, elegants i variats; les cares denotaven el seu origen ètnic. Les seves composicions estaven basades en una arquitectura simètrica que governava tota la composició. Polignot i Micó d'Atenes foren els primers a fer servir el color groc ocre, que es va trobar a les mines àtiques de plata. Ciceró diu que no utilitzava més de quatre colors, però això és, sens dubte, un error. Pintava sobre panells que després eren posats a les parets. Plini diu que també va fer estàtues excel·lents.
Plini esmenta com a obres seves les pintures del temple de Delfos, la Stoà Poikile a Atenes, pintures a Tèspies, i un plafó que estava a la cúria de Pompeu, a Roma. Diu que va fer les seves obres d'Atenes gratuïtament i que, per això, fou més estimat que Miró, que cobrava, i va rebre com a premi la ciutadania atenenca.
Les seves obres principals foren:
- 1. Pintures del temple de Teseu a Atenes.
- 2. Pintures de la Stoà Poikile a Atenes.
- 3. Pintures de l'Anacèon o temple dels Dioscurs a Atenes.
- 4. Pintures del temple d'Atena Ària a Platea.
- 5. Pintures dels murs del temple de Tèspies.
- 6. Pintures al Lesche dels cnidis a Delfos.
- 7. Pintures de la cambra adjunta als Propileus de l'Acròpoli d'Atenes.
- 8. El plafó pintat esmentat per Plini, que diu que era a Roma, a la cúria de Pompeu.[1]